# Convocazioni al Montreux Volley Masters 2015
ɳElenco delle giocatrici convocate per il Montreux Volley Masters 2015.

## Cina
| N° | Nome         | Ruolo | Data di nascita   | Squadra  |
| -- | ------------ | ----- | ----------------- | -------- |
| -  | Xu Jiande    | All   | -                 | -        |
| 1  | Yu Zhang     | C     | 25 settembre 1995 | Beijing  |
| 2  | Xintong Chen | P     | 8 aprile 1994     | Beijing  |
| 3  | Jiamin Wang  | C     | 11 febbraio 1995  | Tianjin  |
| 4  | Xu Jiujing   | C     | 13 luglio 1995    | Shanghai |
| 5  | Qin Siyu     | S/O   | 2 maggio 1994     | Shanghai |
| 6  | Wang Weiyi   | L     | 20 giugno 1995    | Shanghai |
| 7  | Long Cheng   | P     | 10 gennaio 1995   | Shandong |
| 8  | Meili Song   | S     | 23 febbraio 1995  | Shandong |
| 9  | Fang Duan    | S     | 26 dicembre 1994  | Liaoning |
| 10 | Yixin Zheng  | C     | 6 maggio 1995     | Fujian   |
| 11 | Liu Yanhan   | S     | 19 gennaio 1993   | Bayi     |
| 14 | Liuyan Huang | L     | 13 giugno 1994    | Bayi     |
| 15 | Gong Xiangyu | S/O   | 21 aprile 1997    | Jiangsu  |
| 18 | Mengjie Wang | L     | 14 novembre 1995  | Shandong |

## Germania
| N° | Nome                | Ruolo | Data di nascita   | Squadra         |
| -- | ------------------- | ----- | ----------------- | --------------- |
| -  | Luciano Pedullà     | All   | 3 agosto 1957     | AGIL            |
| 1  | Lenka Dürr          | L     | 10 dicembre 1990  | Azəryol         |
| 3  | Denise Hanke        | P     | 31 agosto 1989    | Impel           |
| 5  | Jana Franziska Poll | S     | 7 maggio 1988     | Schweriner      |
| 6  | Jennifer Geerties   | S     | 5 aprile 1994     | Schweriner      |
| 8  | Linda Dörendahl     | L     | 20 luglio 1984    | Münster         |
| 11 | Louisa Lippmann     | S/O   | 23 settembre 1994 | Dresdner        |
| 13 | Saskia Hippe        | S/O   | 16 gennaio 1991   | Schweriner      |
| 16 | Anja Brandt         | C     | 15 febbraio 1990  | Schweriner      |
| 18 | Wiebke Silge        | C     | 16 luglio 1996    | Münster         |
| 19 | Laura Weihenmaier   | S/O   | 4 aprile 1991     | Schweriner      |
| 20 | Mareen Apitz        | P     | 26 marzo 1987     | RC Cannes       |
| 22 | Marie Schölzel      | C     | 1º agosto 1997    | Olympia Berlino |

## Giappone
| N° | Nome             | Ruolo | Data di nascita   | Squadra           |
| -- | ---------------- | ----- | ----------------- | ----------------- |
| -  | Masayoshi Manabe | All   | 21 agosto 1963    | -                 |
| 2  | Kotoki Zayasu    | L     | 11 gennaio 1990   | Hisamitsu Springs |
| 3  | Saori Kimura     | S     | 19 agosto 1986    | Toray Arrows      |
| 4  | Arisa Takada     | S     | 17 febbraio 1987  | Toray Arrows      |
| 5  | Chizuru Kotō     | P     | 8 ottobre 1982    | Hisamitsu Springs |
| 7  | Mai Yamaguchi    | S     | 3 luglio 1983     | Okayama Seagulls  |
| 8  | Sarina Koga      | S     | 21 maggio 1996    | NEC Red Rockets   |
| 10 | Sayaka Iwasaki   | L     | 18 luglio 1990    | NEC Red Rockets   |
| 12 | Yuki Ishii       | S     | 8 maggio 1991     | Hisamitsu Springs |
| 14 | Yukiko Ebata     | S     | 7 novembre 1989   | RC Cannes         |
| 17 | Kana Ōno         | C     | 30 giugno 1992    | NEC Red Rockets   |
| 19 | Haruka Miyashita | P     | 1º settembre 1994 | Okayama Seagulls  |
| 20 | Natsumi Fujita   | P     | 5 agosto 1991     | Toyota Queenseis  |
| 21 | Riho Ōtake       | C     | 23 dicembre 1993  | Denso Airybees    |
| 22 | Yurie Nabeya     | S     | 15 dicembre 1993  | Denso Airybees    |

## Italia
| N° | Nome                  | Ruolo | Data di nascita  | Squadra         |
| -- | --------------------- | ----- | ---------------- | --------------- |
| -  | Marco Bonitta         | All   | 5 settembre 1963 | -               |
| 1  | Indre Sorokaite       | S/O   | 7 luglio 1988    | River           |
| 2  | Sara Loda             | S     | 22 agosto 1990   | Bergamo         |
| 4  | Raffaella Calloni     | C     | 4 maggio 1983    | San Casciano    |
| 5  | Ofelia Malinov        | P     | 29 febbraio 1996 | Club Italia     |
| 7  | Raphaela Folie        | C     | 7 marzo 1991     | LJ              |
| 9  | Letizia Camera        | P     | 1º ottobre 1992  | Busto Arsizio   |
| 10 | Beatrice Parrocchiale | L     | 26 dicembre 1995 | San Casciano    |
| 11 | Myriam Sylla          | S     | 8 gennaio 1995   | Bergamo         |
| 12 | Anastasia Guerra      | S     | 15 ottobre 1996  | Club Italia     |
| 14 | Paola Egonu           | S/O   | 18 dicembre 1998 | Club Italia     |
| 16 | Laura Melandri        | C     | 31 gennaio 1995  | Bergamo         |
| 17 | Giulia Pisani         | C     | 4 giugno 1992    | Busto Arsizio   |
| 19 | Elena Perinelli       | S/O   | 27 gennaio 1995  | Savino Del Bene |
| 20 | Ilaria Spirito        | L     | 20 febbraio 1994 | Club Italia     |

## Paesi Bassi
| N° | Nome                   | Ruolo | Data di nascita   | Squadra            |
| -- | ---------------------- | ----- | ----------------- | ------------------ |
| -  | Giovanni Guidetti      | All   | 20 settembre 1972 | VakıfBank          |
| 2  | Femke Stoltenborg      | P     | 30 luglio 1991    | Forlì              |
| 3  | Yvon Beliën            | C     | 28 dicembre 1993  | Schweriner         |
| 4  | Celeste Plak           | S/O   | 26 ottobre 1995   | Bergamo            |
| 5  | Robin de Kruijf        | C     | 5 maggio 1991     | VakıfBank          |
| 6  | Maret Grothues         | S     | 16 settembre 1988 | RC Cannes          |
| 7  | Quinta Steenbergen     | C     | 2 aprile 1985     | Lokomotiv Baku     |
| 8  | Judith Pietersen       | C     | 3 luglio 1989     | İdman Ocağı        |
| 9  | Myrthe Schoot          | L     | 29 agosto 1988    | Dresdner           |
| 10 | Lonneke Slöetjes       | S/O   | 15 novembre 1990  | Schweriner         |
| 11 | Anne Buijs             | S     | 2 dicembre 1991   | Lokomotiv Baku     |
| 12 | Manon Flier            | S/O   | 8 febbraio 1984   | Fujian             |
| 14 | Laura Dijkema          | P     | 18 febbraio 1990  | Dresdner           |
| 16 | Debby Stam             | L     | 24 luglio 1984    | -                  |
| 17 | Nicole Oude Luttikhuis | C     | 26 dicembre 1997  | Talent Team        |
| 22 | Nicole Koolhaas        | C     | 31 gennaio 1991   | Franches-Montagnes |

## Rep. Dominicana
| N° | Nome              | Ruolo | Data di nascita   | Squadra      |
| -- | ----------------- | ----- | ----------------- | ------------ |
| -  | Marcos Kwiek      | All   | 18 luglio 1967    | Mirador      |
| 1  | Jineiry Martínez  | C     | 3 dicembre 1997   | Mirador      |
| 2  | Winifer Fernández | L     | 6 gennaio 1995    | Telekom Baku |
| 3  | Lisvel Eve        | C     | 10 settembre 1991 | Mirador      |
| 4  | Marianne Fersola  | C     | 16 gennaio 1992   | Mirador      |
| 5  | Brenda Castillo   | L     | 5 giugno 1992     | Rabitə Baku  |
| 6  | Camil Domínguez   | P     | 7 dicembre 1991   | Mirador      |
| 7  | Niverka Marte     | P     | 19 ottobre 1990   | Mirador      |
| 8  | Cándida Arias     | C     | 19 marzo 1992     | Mirador      |
| 13 | Erasma Moreno     | S     | 25 novembre 1991  | Mirador      |
| 14 | Prisilla Rivera   | S/O   | 29 dicembre 1984  | Bursa BB     |
| 16 | Yonkaira Peña     | S     | 10 maggio 1993    | Bursa BB     |
| 17 | Gina Mambrú       | S/O   | 21 gennaio 1986   | Beşiktaş     |
| 19 | Ana Binet         | L     | 9 febbraio 1992   | Mirador      |
| 20 | Brayelin Martínez | S/O   | 11 settembre 1996 | Mirador      |

## Russia
| N° | Nome                | Ruolo | Data di nascita  | Squadra          |
| -- | ------------------- | ----- | ---------------- | ---------------- |
| -  | Vadim Pankov        | All   | 1º giugno 1964   | Zareč'e Odincovo |
| 3  | Anastasija Bavykina | S     | 6 luglio 1992    | Zareč'e Odincovo |
| 7  | Ekaterina Romanenko | L     | 23 dicembre 1993 | Zareč'e Odincovo |
| 8  | Dar'ja Pisarenko    | S     | 22 aprile 1991   | Uraločka         |
| 9  | Dar'ja Stoljarova   | S/O   | 29 marzo 1990    | Omička           |
| 11 | Anna Levčenko       | P     | 12 luglio 1981   | Uraločka         |
| 12 | Irina Zarjažko      | C     | 4 ottobre 1991   | Uraločka         |
| 14 | Irina Uralëva       | P     | 14 giugno 1990   | Dinamo Krasnodar |
| 16 | Julija Podskal'naja | C     | 18 aprile 1989   | Dinamo Krasnodar |
| 18 | Irina Mal'kova      | C     | 5 gennaio 1989   | Dinamo-Kazan     |
| 19 | Ekaterina Romanenko | S     | 20 ottobre 1995  | Zareč'e Odincovo |
| 20 | Olesja Nikolaeva    | S     | 18 marzo 1994    | Dinamo-Kazan     |
| 22 | Ksenija Kravčenko   | S     | 5 febbraio 1991  | Voronež          |

## Turchia
| N° | Nome               | Ruolo | Data di nascita   | Squadra     |
| -- | ------------------ | ----- | ----------------- | ----------- |
| -  | Ferhat Akbaş       | All   | 14 aprile 1986    | -           |
| 2  | Merve Dalbeler     | L     | 27 luglio 1987    | Fenerbahçe  |
| 3  | Gizem Güreşen      | L     | 14 gennaio 1987   | VakıfBank   |
| 4  | Dicle Babat        | C     | 15 settembre 1992 | Fenerbahçe  |
| 5  | Kübra Akman        | C     | 13 ottobre 1994   | VakıfBank   |
| 6  | Polen Uslupehlivan | S/O   | 27 agosto 1990    | Fenerbahçe  |
| 7  | Seda Tokatlıoğlu   | S/O   | 25 giugno 1986    | Beijing     |
| 9  | Büşra Cansu        | C     | 16 luglio 1990    | Eczacıbaşı  |
| 10 | Güldeniz Önal      | S     | 25 marzo 1986     | VakıfBank   |
| 11 | Naz Aydemir        | P     | 14 agosto 1990    | VakıfBank   |
| 13 | Neriman Özsoy      | S     | 13 luglio 1988    | Imoco       |
| 14 | Gözde Yılmaz       | S/O   | 9 settembre 1991  | Eczacıbaşı  |
| 16 | Meliha İsmailoğlu  | S/O   | 17 settembre 1993 | Fenerbahçe  |
| 18 | Aslı Kalaç         | C     | 13 dicembre 1995  | Galatasaray |
| 20 | Çağla Akın         | P     | 19 gennaio 1995   | VakıfBank   |
| 24 | Ezgi Dağdelenler   | S     | 3 novembre 1993   | İlbank      |